# Бёрд, Гарри (младший)
Гарри Флуд Бёрд-младший (англ. Harry Flood Byrd Jr.; род. 20 декабря 1914 года, Уинчестер, Виргиния, США — ум. 30 июля 2013 года там же) — американский бизнесмен, газетный издатель и политик. 17 лет был членом Сената Виргинии и 18 лет представлял штат в Сенате США, сменив на этом посту своего отца Гарри Бёрда-старшего. После упадка «Организации Бёрда», политической машины, созданной его отцом, из-за «массового сопротивления» расовой интеграции школ штата, Бёрд-младший покинул Демократическую партию в 1970 году, сославшись на обеспокоенность по поводу её левого наклона. Он стал в истории Сената США первым независимым сенатором, который был избран большинством голосов избирателей.

## Семья и образование
Родился 20 декабря 1914 года в Уинчестере (штат Вирджиния). Был старшим из четырёх детей издателя и политика Гарри Бёрда-старшего и его жены Энн Бёрд (урождённая Беверли). Помимо Гарри в семье были сестра Уэствуд («Уэсти») и два брата, Ричард Эвелин (Дик) и Беверли. Бёрды принадлежали к элите штата, входя в число Первых семей Виргинии. Отец Гарри, был самым влиятельным политиком Виргинии и одним из самых влиятельных сенаторов США. Его дядя, контр-адмирал Ричард Эвелин Бёрд был известным лётчиком и полярником.
В 1931 году по настоянию отца молодой Гарри Бёрд поступил в Военный институт Виргинии. Два года спустя Бёрд перешёл в Виргинский университет, где стал членом братства Зала Святого Антония (англ. St. Anthony Hall), но не закончил образования из-за семейных обязанностей.
9 августа 1941 года Берд женился на Гретхен Бигелоу Томпсон. У них были сыновья Гарри и Томас, а также дочь Беверли.

## Издательская карьера и военная служба
В 1935 году Гарри Бёрд-младший, известный под прозвищем «Молодой Гарри», покинул Виргинский университет в Шарлоттвилле, чтобы поддержать газету своего отца «The Winchester Star». Ради помощи отцу он также отказался от возможности присоединиться к международному бизнесу в Париже. На тот момент газета была без штатного редактора, так как отец уехал представлять Виргинию в Сенате США в 1933 году. Поставив сына во главе газеты, отец предупредил его: «Если сделаешь слишком много ошибок, уйдёшь». Одновременно отец организовал обучение сына издательскому бизнесу под руководством Джона Крауна из «Harrisonburg Daily News Record», другой отцовской газеты. В течение года после вступления в должность, Бёрд стал редактором и издателем «The Winchester Star», хотя его отец сохранил финансовый контроль и консультировал сына по редакционным статьям.
Бёрд работал со многими издателями небольших газет в Виргинии, принимая на себя руководство ими напрямую или через место в совете директоров. Был издателем «Harrisonburg Daily News Record» с 1936 по 1941 год, а затем с 1946 по 1981 год и оставался членом совета директоров газеты до своей смерти. Позже Бёрд стал владельцем газетной корпорации Page Shenandoah Newspaper Corporation, которая издавала газеты «The Page News and Courier» в Люрее и «The Shenandoah Valley Herald» в Вудстоке. В 1987 году он покинул корпорацию и в 2001-м ушёл на пенсию с поста председателя Byrd newspapers, которую возглавил его сын Томас. В общей сложности Гарри Бёрд-младший посвятил газетному бизнесу 78 лет в том или ином качестве. Семья Бёрд владела издательской компанией более 100 лет.
Вскоре после женитьбы Бёрда США вступили во Вторую мировую войну и он вызвался добровольцем в ВМС США. Первоначально служил в отделе ВМФ по связям с общественностью. Позже по собственной инициативе был назначен в центральную часть Тихого океана в качестве исполнительного офицера (заместителя командира) эскадрильи бомбардировщиков Consolidated PB2Y Coronados, где и служил до 1946 года, дослужившись до звания коммандер-лейтенанта.
После войны Бёрд наблюдал за строительством новой типографии для газеты The Winchester Star. Он также был директором, а затем вице-президентом Associated Press.

## Сенатор Виргинии
Бёрд начал сопровождать своего отца в поездках во время его губернаторства и однажды заметил, что «был в каждом графстве и городе штата к тому времени, когда мне было тринадцать лет». Со временем он стал одним из ключевых членов политической машины отца, известной как «Организация Бёрда». В 1948 году Бёрд выиграл выборы в Сенат Виргинии по округу, который ранее представлял его отец. Гарри Бёрд-младший стал третьим поколением семьи Бёрдов, избранным от Уинчестера в Генеральную ассамблею штата. Его дедушка, Ричард Эвелин Бёрд, 8 лет представлял Уинчестер в нижней палате ассамблеи, из них 6 лет был спикером Палаты делегатов. Отец, Гарри Бёрд-старший, 10 лет был сенатором штата.
Бёрд унаследовал убеждённость своего отца в необходимости фискальных ограничений правительства, называемых политикой pay-as-you-go («плати как есть»), которая означала экономию бюджетных средств и отказ от заимствования денег для финансирования деятельности власти. Он был убеждён, что «у нас слишком много законов, слишком много государственного регулирования, слишком много государственных расходов. Очень богатые могут позаботиться о себе, о самых нуждающихся — заботятся правительство. Это Средняя Америка, широкие слои населения, люди, которые работают и для которых правительство должно искать налоги, — это они стали забытыми мужчинами и женщинами».
Бёрд прослужил в Сенате Виргинии с января 1948 по ноябрь 1965 года, где возглавлял Комитета общего права. Будучи крупным игроком в «Организации Бёрда», он поддерживал «массовое сопротивление», движение против десегрегации, которое его отец инициировал и возглавил, несмотря на решение Верховного суда США 1954 года по делу «Браун против Совета по образованию», согласно которому расовая сегрегация в школах была признана неконституционной. В 1956 году Бёрд активно лоббировал так называемый «План Стэнли», названный по тогдашнему губернатору Виргинии Томасу Б. Стэнли, члену «Организации Бёрда». «План Стэнли» представлял собой пакет из 13 законов, направленных на сохранение расовой сегрегации в государственных школах штата. Так, он предусматривал закрытие всех десегрегированных школ, даже тех, которые были десегрегированы в соответствии с постановлением суда. План был признан неконституционным в течение трёх лет как федеральными судами, так и Верховным судом Виргинии. В то же время закрытие школ и перебои в их финансировании наблюдалось в некоторых городах до 1964 года.
Верховный суд США по делам «Дэвис против Манна» и «Рейнольдс против Симса» признал незаконным неравное распределение избирателей между округами, которое давало преимущества «Организации Бёрда». Это, а также поражение ряда членов организации на выборах от более либеральных кандидатов, привело к снижению её влияния, в то время как Бёрд не планировал и не предпринимал значительных усилий, чтобы обратить вспять упадок организации. Бёрд с самого начала был намерен проложить свой собственный политический путь. Ещё будучи сенатором штата, он добился принятия Закона об автоматическом сокращении доходов (англ. Automatic Income Reduction Act), который гарантировал умеьншение налогов для граждан, когда общий профицит бюджета штата превышал определённый уровень. Всего за три года действие закона десятки миллионов долларов были возвращены налогоплательщикам Виргинии.
Отец Бёрда тяжело заболел и объявил о своём уходе из Сената США в ноябре 1965 года. Губернатор Альбертис Харрисон-младший назначил Гарри-младшего на место его отца. Бёрд-младший вышел из состава сената штата и был приведён к присяге в Сенате США 12 ноября 1965 года.

## Сенатор США
В 1966 году Бёрд участвовал в довыборах. При этом на праймериз он столкнулся с серьёзным вызовом со стороны давнего противника «массового сопротивления» сенатора штата Армистеда Бута из Алегзандрии.
В 1970 году Бёрд порвал с Демократической партией и отказался поддержать демократического кандидата в президенты 1972 года, на тот момент ещё не определённого. Свою позицию он пояснил, тем что не может обещать «голосовать за человека, личность которого я не знаю, чьи принципы и политика, таким образом, неизвестна. Подписать такой пустой чек, я чувствую, было бы верхом безответственности и недостойно члена Сената США … Я бы предпочёл быть свободным человеком, чем пленным сенатором». Бёрд не присоединился к Республиканской партии как многие другие «южные демократы», а объявил себя независимым демократом.
В 1970 году Бёрд в первый раз избрался в Сенат на полный срок как независимый кандидат, хотя обе основные партии выдвигали кандидатов. Широко популярный в штате, Бёрд получил 54 % голосов избирателей, уверенно переиграв демократа Джорджа Ролингса из Фредериксбурга и республиканца Рэя Гарланда из Роанока. Таким образом, Бёрд стал первым независимым кандидатом, победившим на выборах в штате Виргиния, а также первым независимым кандидатом, получившим большинство голосов на выборах в Сенат США. Даже будучи независимым, Бёрд, как говорят, влиял на политическую власть Виргинии в течение более двадцати лет.
В 1971 году Бёрд стал автором поправки к Федеральному закону США о накоплении запасов стратегических и критических материалов, которая запрещала правительству США ограничивать ввоз любых стратегических материалов из некоммунистической страны, если ввоз этих же материалов из коммунистических стран также не запрещён. Хотя она не выделяла какую-либо конкретную страну, она имела целью — по замыслу её авторов — отменить эмбарго Соединённых Штатов в отношении Родезии и разрешить импорт хромитовой руды из этой страны. Африканская страна Родезия, бывшая британская колония, в которой после объявления независимости власть захватило белое меньшинство, не имела признания на международном уровне и в отношении которой с 1965 года действовали экономические санкции, введённые Советом Безопасности ООН.
Как и его отец, Бёрд пользовался поддержкой очень консервативной части избирателей и был решительным сторонником федеральной налоговой дисциплины. Фактически он был автором поправки, в которой говорилось: «Начиная с 1981 финансового года, общие бюджетные расходы федерального правительства не должны превышать его поступления». В соответствии с этой налогово-бюджетной политикой Бёрд был минималистом, полагая, что чем меньше законов и налогов, тем лучше.
Набрав 57,19 % голосов, Бёрд легко выиграл переизбрание в 1976 году против демократа адмирала Элмо Замволта, бывшего командующего ВМФ США. Таким образом, он стал первым сенатором, который выиграл добился переизбрания в качестве независимого.
Даже покинув партию, Бёрд в целом голосовал с демократами по процедурным и партийным вопросам, оставался членом Демократической фракции и входил в комитеты от демократов. В Сенате он работал в Финансовом комитете и Комитете по вооружённым силам. Даже будучи сенатором, Бёрд регулярно вносил редакционные материалы в свои газеты, сочетая политику и журналистику.
В интервью, опубликованном в 1982 году в газете Washington Post, Бёрд утверждал, что его раннее сопротивление десегрегации в школах, включая закрытие школ, было оправданным и помогло предотвратить вспышку насилия в Виргинии.
Бёрд не стал баллотироваться на третий полный срок в 1982 году и вернулся в свой дом в Уинчестере. Он и его отец занимали так называемое «место Бёрда» (англ. Byrd seat) в Сенате в течение пятидесяти лет подряд. В Сенате его сменил республиканец Пол Трибл, ранее член Палаты представителей США, который отбыл один срок и не стал переизбираться.

## На пенсии
Выйдя на пенсию, Бёрд продолжал жить в своём доме «Кортфилд» в Уинчестере, проводя время со своими девятью внуками, а затем и с двенадцатью правнуками. Жена Бёрда, Гретхен, умерла в 1989 году в возрасте 48 лет.
Даже уйдя на пенсию из Сената Бёрд сохранил интерес к политике и свою независимость в ней; так, в 1989 году он поддержал Маршалла Коулмана, кандидата от республиканцев на пост губернатора Виргинии. В 2001 году Бёрд публично поддержал на губернаторских выборах в Виргинии губернатора-демократа Марка Уорнера, хотя тот стремился поднять налоги и столкнулся с консервативной оппозицией. На президентских выборах 2012 года он поддержал кандидата республиканцев Митта Ромни.
Бёрд почти двадцать лет был председателем совета директоров The Winchester Star. В 2003 году он был включён в Зал славы коммуникаций Вирджинии (англ. Virginia Communications Hall of Fame). Помимо бизнеса и общественной деятельности, Бёрд читал лекции в Университете Шенандоа, а в 1984 году на базе его деловой программы была образована Школа бизнеса Гарри Ф. Бёрда младшего (англ. Harry F. Byrd Jr. School of Business). В 2007 году Бёрд опубликовал мемуары Double Trouble: Vignettes From A Life of Politics and Newspapering (в переводе с англ. — «Двойная проблема: виньетки из жизни политики и газет»). 20 октября 2009 года со смертью отставного сенатора США Клиффорда Хансена, республиканца из Вайоминга, Бёрд стал самым старым из ныне живущих сенаторов и отсавался им до своей смерти в возрасте 98 лет.
Бёрд появился в специальном выпуске PBS Chasing Churchill: In Search of My Grandfather (в переводе с англ. — «В погоне за Черчиллем: в поисках моего деда»), шоу внучки Уинстона Черчилля, Силии Сэндис, в котором она путешествует по миру, отслеживая шаги Черчилля и встречая людей, которых он знал. В этом выпуске Бёрд вспомнил о своих переживаниях, когда Черчилль посетил дом его семьи в Виргинии и провёл там неделю.

## Смерть
Гарри Бёрд-младший умер от сердечной недостаточности 30 июля 2013 года в «Кортфилде», своём доме в Уинчестере (штат Вирджиния). На тот момент он был 8-м человеком по возрасту в Сенате.